# حامد ربيع
الدكتور حامد عبد الله ربيع عبد الجليل 1924م - 1989م مؤلف ومفكر عربي ومن أعلام الفكر السياسي العربي المعاصر. عمل كأستاذ ورئيس قسم العلوم السياسية في جامعة القاهرة، وأستاذ للنظرية السياسية. وهو شقيق الكاتبة الصحفية عواطف عبد الجليل. لهُ أكثر من 45 كتابًا، وكتب أكثر من 350 دراسة منشورة باللغات العربية والإنجليزية والفرنسية والإيطالية واللاتينية، إضافةً إلى آلاف المقالات في الدوريات العلمية العربية والأجنبية والصحف.

## الميلاد والنشأة
ولد في القاهرة ودرس بها وبعد أن أنهى تعليمه الثانوي التحق بكلية الحقوق في جامعة القاهرة وتخرج فيها سنة 1364هـ/1945م، ثم التحق بسلك النيابة، لكنهُ لم يستمر فيهِ طويلاً لاهتمامهِ بالتحصيل العلمي.
حصل من جامعة روما على شهادة الدكتوراه في علم الاجتماع التاريخي، والدكتوراه في فلسفة القانون، والدكتوراه في العلوم النقابية، وحاز درجة «الأستاذية» في القانون الروماني، وحصل من جامعة باريس على الدكتوراه في العلوم القانونية، ثم الدكتوراه في علوم السياسية، وحاز درجة «الأجريجاسيون» المرموقة من الجامعات الفرنسية، تزوج من امرأتين إحداهما مصرية والأخرى عراقية ولهُ من الأولاد أربعة محمد، عبد الله، شمس، ورحاب.

## التوجه السياسي
كان حامد ربيع من روّاد الدراسات الصهيونية، وهو ممن أدخل دراسة الصهيونية في الجامعات العربية حيث كان مهتمًا بدراسة إسرائيل وجذور ارتباطها بالفكر الصهيوني والقدرة التي تتميز بها إسرائيل في تصدير مشكلاتها الداخلية إلى محيطها الإقليمي، كذلك المزج الإسرائيلي بين الفكر الاشتراكي والرأسمالي والمزج بين القومية والدينية وبين العلمانية واليهودية. وكانت المقولة «الصراع العربي الإسرائيلي هو صراع وجودي وليس حدودي» كانت عبارة نسبت إلى حامد ربيع وليس غريباً أن يوصف في أوساط الدولة العبرية بـ«عدو إسرائيل». عمل مستشاراً للرئيس العراقي صدام حسين وعارض عدد من قراراته المتعلقة بحربهِ مع إيران فمنعته السلطات العراقية من السفر لكنهُ استطاع العودة إلى بلدهِ هرباً. يعتقد البعض أن ربيع لهُ قدرة غير سيئة على التكهن السياسي منها تكهنه باستعمال العرب لسلاح النفط خلال عقد الستينات من القرن العشرين.

## المناصب التي تقلدها
- 1961م مساعد المستشار الشخصي العلمي للرئيس جمال عبد الناصر.
- 1979م مدير معهد البحوث والدراسات العربية ببغداد ثم مستشاراً سياسياً للرئيس العراقي صدام حسين.
- أستاذ ورئيس قسم العلوم السياسية في جامعة القاهرة.
- أستاذ خارجي في جامعات الخرطوم، وبغداد، وروما، وباريس، وجامعات دمشق والجزائر والكويت وجامعة الإمام محمد بن سعود الإسلامية وجامعة ميتشيجان الأمريكية.

قام بإنشاء مركز الدراسات الإنمائية في كلية الاقتصاد والعلوم السياسية في جامعة القاهرة وأشرف على إنشاء المعهد الدبلوماسي التابع لوزارة الخارجية المصرية قبل انتقاله للعمل في معهد البحوث والدراسات العربية في بغداد حيث أقام في العراق ما يقرب من 8 سنوات.

## من أهم مؤلفاته
1. مدخل في دراسة التراث السياسي الإسلامي.
2. إطار الحركة السياسية في المجتمع الإسرائيلي.
3. مصر تدخل عصر النفايات الذرية.
4. الثقافة العربية بين الغزو الصهيوني وإرادة التكامل القومي.
5. اتفاقيات كامب ديفيد، قصة حوار بين الثعلب والذئب.
6. الاستعمار والصهيونية وجمع المعلومات عن مصر.
7. من يتحكم في تل أبيب؟
8. النموذج الإسرائيلي للممارسة السياسية.
9. نظرية الأمن القومي ’والتطور المعاصر للتعامل الدولي في منطقة الشرق الأوسط، دار الموقف العربي 1984م.
10. سلوك المالك في تدبير الممالك - تحقيق.
11. نحو ثورة القرن الواحد والعشرين: الإسلام والقوى الدولية.
12. التجديد الفكري للتراث الإسلامي وعملية إحياء الوعي القومي.
13. التعاون العربي والسياسة البترولية المعاصرة.

- كما له مقالات في جريدتي الأهرام والوفد ونشرت دار الشروق الدولية بمصر مجلدين كبيرين يضمان بعض أعمال الدكتور حامد ربيع، مما لم ينشر من قبل وذلك بجهود تلاميذه في كلية الاقتصاد والعلوم السياسية بالقاهرة.

## وفاته
في التاسع من سبتمبر من عام 1989م لقي حامد ربيع حتفه. وكان سبب الوفاة حسب ما تناقلته أغلب وسائل الإعلام في تلك الفترة يرجع إلى إصابته ب«مغص شديد» لم يمهل المتوفى أكثر من ربع ساعة قبل أن يسلم روحه، جدير بالذكر أن حامد ربيع كان بصدد افتتاح مركز في شقة يملكها في حي الجيزة لـ«استشارات صنع واتخاذ القرارات» في العاشر من الشهر، تتجه بعض أصابع الإتهام إلى أيدي خفية حالت دون افتتاح المركز البعض لا يستبعد إسرائيل من أن تكون وراء وفاة ربيع، ولا يزال الغموض يكتنف حادثة وفاة ربيع إلى اليوم.
يشير السياسى المصري الدكتور مصطفى الفقي إلی مسؤولية النظام العراقي في تصفية دكتور حامد ربيع خشية أن يكشف شيئًا ممّا لديه من معلومات اطّلع عليها إبّان عملهِ مستشارًا لصدّام. 